# Concours international Robert-Schumann pour clavier et chant
Le Concours international Robert-Schumann pour clavier et chant (en allemand : Internationale Robert-Schumann-Wettbewerb für Klavier und Gesang) est une compétition artistique de musique classique, qui a lieu tous les quatre ans à Zwickau (Allemagne). 

## Histoire
Il a été créé en 1956, pour le 100e anniversaire de la mort de Robert Schumann, et a eu lieu d'abord à Berlin. Les vainqueurs allaient ensuite à Zwickau, la ville natale de Robert Schumann au moment du Festival Robert-Schumann. À partir de 1963, le concours se déroule entièrement à Zwickau.
Le programme est sous la responsabilité de la Robert-Schumann-Gesellschaft (Société Robert-Schumann), qui existe depuis 1920 et a été réformée en 1957. Il a été modifié au fur et à mesure des années, mais comprend naturellement les œuvres essentielles de Schumann pour le clavier ainsi que les cycles de lieder.
La concours est membre de la Fédération Mondiale des Concours Internationaux de Musique de Genève. 

## Liste (incomplète) des lauréats[1]

### Pianistes
| Year |                        |                        |                        |
| 1956 | 1er prix               | 2e prix                | 3e prix (ex-a)         |
| ---- | ---------------------- | ---------------------- | ---------------------- |
|      | Annerose Schmidt       | Irina Sijalova         | Lidia Grychtołówna     |
|      |                        |                        | Mikhail Voskresensky   |
|      |                        |                        |                        |
| 1960 | Pas de catégorie piano | Pas de catégorie piano | Pas de catégorie piano |
|      |                        |                        |                        |
| 1963 | 1er prix               | 2e prix (ex-a.)        | 3e prix                |
|      | Nelly Akopyan          | Rutka Carakcieva       | Aniko Szegedi          |
|      |                        | Peter Rösel            |                        |
| 1966 | 1er prix               | 2e prix                | 3e prix (ex-a.)        |
|      | Elisso Virssaladze     | Svetlana Navasardyan   | Raina Padareva         |
|      |                        |                        | Evgenia Sachareva      |
| 1969 | 1er prix               | 2e prix                | 3e prix                |
|      | Dezső Ránki            | Tatyana Ryumina        | Okitaka Uehara         |
| 1974 | 1er prix               | 2e prix                | 3e prix                |
|      | Pavel Egorov           | Dina Joffe             | Petru Grossmann        |
| 1977 | 1er prix               | 2e prix                | 3e prix                |
|      | Emma Tahmizian         | Dana Borşan            | Christoph Taubert      |
| 1981 | 1er prix               | 2e prix                | 3e prix (ex-a.)        |
|      | Yves Henry             | Susanne Grützmann      | Kalle Randalu          |
|      |                        |                        | Balázs Szokolay        |
| 1985 | 1er prix               | 2e prix                | 3e prix                |
|      | Tamriko Siprashvili    | Zuzana Paulechová      | Mzija Gogashvili       |
| 1989 | 1er prix               | 2e prix                | 3e prix                |
|      | Éric Le Sage           | Sachiko Yonekawa       | Alexander Melnikov     |
| 1993 | 1er prix               | 2e prix                | 3e prix                |
|      | Temirzhan Yerzhanov    | Eiji Shigaki           | Corrado Rollero        |
| 1996 | 1er prix               | 2e prix                | 3e prix (ex-a.)        |
|      | Mikhail Mordvinov      | Dana Ciocarlie         | Lyubov Gegechkori      |
|      |                        |                        | Christian Seibert      |
| 2000 | 1er prix               | 2e prix                | 3e prix                |
|      | Kiai Nara              | Ulugbek Palvanov       | Andrea Rebaudengo      |
| 2004 | 1er prix               | 2e prix                | 3e prix                |
|      | Akiko Yamamoto         | Nicolas Bringuier      | Soojin Ahn             |
| 2008 | 1er prix               | 2e prix                | 3e prix                |
|      | Mizuka Kano            | Akiko Nikami           | Da Sol Kim             |
| 2012 | 1er prix               | 2e prix                | 3e prix                |
|      | Aljoša Jurinić         | Florian Noack          | Luca Buratto           |
| 2016 | 1er prix               | 2e prix (ex-a.)        | 3e prix (ex-a.)        |
|      | (Non attribué)         | Tomoyo Umemura         | Tiffany Poon           |
|      |                        | Cheng Zhang            | Maiko Ami              |

### Chanteurs
- 1956 : Kira Isotova et Aleksander Vedernikov, ex aequo, tous deux d'URSS,
- 1960 : Vitali Gromadski, URSS,
- 1963 : Karlheinz Stryczek, DDR,
- 1974 : Mitsuko Shirai,
- 1977 : Christoph Rösel,
- 1981 : Jürgen Kurth,
- 2000 : Christa Mayer (2e prix)